# Scooter Lowry
 (mai 2023).
La mise en forme du texte ne suit pas les recommandations de Wikipédia : il faut le « wikifier ».
Les points d'amélioration suivants sont les cas les plus fréquents. Le détail des points à revoir est peut-être précisé sur la page de discussion.
- Les titres sont pré-formatés par le logiciel. Ils ne sont ni en capitales, ni en gras.
- Le texte ne doit pas être écrit en capitales (les noms de famille non plus), ni en gras, ni en italique, ni en « petit »…
- Le gras n'est utilisé que pour surligner le titre de l'article dans l'introduction, une seule fois.
- L'italique est rarement utilisé : mots en langue étrangère, titres d'œuvres, noms de bateaux, etc.
- Les citations ne sont pas en italique mais en corps de texte normal. Elles sont entourées par des guillemets français : « et ».
- Les listes à puces sont à éviter, des paragraphes rédigés étant largement préférés. Les tableaux sont à réserver à la présentation de données structurées (résultats, etc.).
- Les appels de note de bas de page (petits chiffres en exposant, introduits par l'outil «  Source ») sont à placer entre la fin de phrase et le point final[comme ça].
- Les liens internes (vers d'autres articles de Wikipédia) sont à choisir avec parcimonie. Créez des liens vers des articles approfondissant le sujet. Les termes génériques sans rapport avec le sujet sont à éviter, ainsi que les répétitions de liens vers un même terme.
- Les liens externes sont à placer uniquement dans une section « Liens externes », à la fin de l'article. Ces liens sont à choisir avec parcimonie suivant les règles définies. Si un lien sert de source à l'article, son insertion dans le texte est à faire par les notes de bas de page.
- La présentation des références doit suivre les conventions bibliographiques. Il est recommandé d'utiliser les modèles {{Ouvrage}}, {{Chapitre}}, {{Article}}, {{Lien web}} et/ou {{Bibliographie}}. Le mode d'édition visuel peut mettre en forme automatiquement les références.
- Insérer une infobox (cadre d'informations à droite) n'est pas obligatoire pour parachever la mise en page.

Pour une aide détaillée, merci de consulter Aide:Wikification.
Si vous pensez que ces points ont été résolus, vous pouvez retirer ce bandeau et améliorer la mise en forme d'un autre article.
Elmer Camden Lowry (19 décembre 1919 - c. le 1er juin 1989 ) était un enfant acteur et vaudevillien américain. Il est apparu dans plusieurs courts métrages Our Gang en tant que Skooter,.
Son personnage, Skooter, né à Washington, aimait Charles G. Dawes, connu pour ses taches de rousseur, son chapeau et sa personnalité. Il a été surnommé "le dur à cuire d'origine", en raison de son personnage méchant et dur de "mauvais garçon" dans les films Our Gang, parfois qualifié de méchant,,. Connu pour ses danses, ses chants et ses imitations talentueux, Lowry était surtout connu pour cela pendant ses jours de vaudeville,,.

## Début de la vie
Lowry est né dans le quartier de Brooklyn, à New York, le 19 décembre 1919, de Willard S. et Anna L. Lowry. À l'âge de cinq ans, il débute dans le vaudeville. Il a ensuite déménagé à Hempstead après le divorce de ses parents. Initialement surnommé Skippy, son surnom est devenu Scooter car "il était toujours en train de faire du scooter".

## Carrière d'acteur
Lowry a fait ses débuts dans Our Gang après avoir remporté un concours de danse promu par Gus Edwards. Le prix était de mille dollars américains, de deux billets pour Hollywood et d'un contrat d'un an avec Hal Roach Studios,. Il a été le premier membre du Gang à venir de New York. Il fait sa première apparition dans le film Thundering Fleas . À 7 ans, Lowry était souvent appelé à tort le plus jeune membre du gang, lui étant appelé à tort 4 ans. Le personnage de Lowry, le jeune dur à cuire Skooter, était un personnage populaire du gang. Il est apparu la plupart du temps portant un chapeau de seau blanc sous-dimensionné. Il est apparu dans un total de 13 films Our Gang. Une fois, Lowry a interrompu une conversation importante dans laquelle le créateur de Our Gang, Hal Roach, parlait, à laquelle Lowry voulait se joindre. Au moment où il est parti, Lowry a été payé 180,00 $, trois fois le montant de son salaire précédent, 60,00 $. Il a été remplacé par Harry Spear en tant que gamin dur du gang.
Son dernier film était Chinatown Charlie dans le rôle d'Oswald,.

## Vaudeville

### Années 1920
Après Our Gang, il est devenu un vaudevillien et a fait des actes avec ses anciens anciens de Our Gang . Ses premiers actes ont été avec Mary Kornman, ancienne de Our Gang . Ils ont ensuite été rejoints par Johnny Downs,. Pendant ce temps, les trois étaient connus pour leurs actes,. Les trois ont visité l'hôpital pour enfants St. Joseph en 1928, où les enfants de l'hôpital sont devenus des admirateurs du gang, en particulier des trois. Lowry n'a pas été dérangé jusqu'à ce que deux infirmières lui tapotent la tête, ce qui l'a embarrassé et lui a presque enlevé sa présence sur scène. Ils ont rencontré le maire de Providence, Rhode Island, James E. Dunne en 1928, Lowry exprimant son souhait qu'Al Smith remporte l'élection présidentielle. À cette époque, Lowry a fait des actes avec Joe Cobb.

### Années 1930
En 1930, Lowry, entre autrui, a fait une tournée au RKO Palace. Il a également été présenté dans un sketch intitulé Doin 'Tough, dans lequel des épisodes de Our Gang entre 1926 et 1927 sont montrés, et après un certain temps, Lowry commence à faire des actes,. Après, Lowry a fait des actes "solo". En 1932, Lowry a fait une apparition au Pittsburgh Press Seckatary Hawkins Club à 8 heures pendant une demi-heure sur KQV. Il était encore en tournée en 1934.

## Années adultes
D'après ses dossiers de brouillon, il a été découvert que Scooter avait servi dans l'armée américaine. Entre 1936 et 1950, Lowry a été arrêté pour conduite sans permis, dans laquelle en deux, il n'a purgé que cinq jours de prison. Lowry a été heurté par un camion en 1937, il a donc dû être hospitalisé en raison de blessures au menton, aux dents et au coude droit. En 1938, Lowry, 18 ans, a malheureusement été impliqué dans un accident qui a blessé le constructeur à la retraite Edward C. Merritt et sa femme, dans lequel Merritt n'a pas pu contrôler son véhicule. En 1950, il a fait face au tribunal après avoir appelé la police affirmant que sa femme, Shirley, tentait de se suicider, même si ce n'était pas le cas. Il est allé en prison après avoir été accusé de conduite désordonnée. Après cela, ses allées et venues sont devenues pour la plupart inconnues.

## Décès
Il résidait à Miami Beach, en Floride, avec sa mère, Anna. Anna est décédée en 1972. Le cadavre de Lowry a été retrouvé le 1er mai 1989 à Miami Beach, en Floride, par la police locale. Une pièce d'identité a prouvé qu'il s'agissait de Lowry, avec son nom et sa date de naissance,.

## Vie privée
Il avait une sœur, Lillian, qui résidait à Lakeland. Inscrit comme célibataire dans le recensement de 1940, il est marié en 1950.

## Filmographie
| Année | Titre                        | Rôle    | Remarques                      |
| ----- | ---------------------------- | ------- | ------------------------------ |
| 1926  | Puces de tonnerre            | Scooter | Court métrage                  |
| 1926  | Spectres frissonnants        | Scooter | Court métrage                  |
| 1926  | La quatrième alarme          | Scooter | Court métrage                  |
| 1926  | Plumes de guerre             | Scooter | Court métrage                  |
| 1926  | Dire des Whoppers            | Scooter | Court métrage                  |
| 1926  | 45 Minutes d'Hollywood       | Scooter | Court métrage                  |
| 1927  | Ramenez la dinde à la maison | Scooter | Court métrage                  |
| 1927  | Voir le monde                | Scooter | Court métrage                  |
| 1927  | Dix ans                      | Scooter | Court métrage                  |
| 1927  | J'aime mon chien             | Scooter | Court métrage                  |
| 1927  | Hommes d'affaires fatigués   | Scooter | Court métrage                  |
| 1927  | Petit frère                  | Scooter | Court métrage                  |
| 1927  | Juex olympiques              | Scooter | Court métrage, scène supprimée |
| 1927  | L'alimentation des poulets   | Scooter | Court métrage                  |
| 1928  | Quartier chinois Charlie     | Oswald  |                                |